# Jean-Michel David
 (janvier 2023).
Jean-Michel David, né en 1947 à Paris, est un historien français, spécialiste de l'histoire politique, sociale et culturelle de la République romaine.

## Carrière
- Assistant à l'université de Caen
- Membre de l'École française de Rome
- Chargé de recherche au CNRS
- Maître de conférences à l'université Paris X-Nanterre
- Professeur à l'université de Strasbourg
- Professeur à l'université Paris I Panthéon-Sorbonne

## Thèmes de recherche
- Histoire de l'Italie aux deux derniers siècles avant notre ère.
- Étude du personnel politique de la République romaine.
- Histoire des conduites sociales et des pratiques culturelles.
- Construction de l'exemplarité et de la mémoire collective.

## Principales publications[1]
- Le Patronat judiciaire au dernier siècle de la République romaine, Rome, 1992.
- La Romanisation de l'Italie, Paris, Flammarion, coll. « Champs » (no 381), août 1997 (1re éd. 1994), 260 p. (ISBN 978-2-08-081381-7)
- (éd.) Die späte römische Republik, la fin de la République romaine. Un débat franco-allemand d'histoire et d'historiographie, Rome, 1997 (en collaboration avec H. Bruhns et Wilfried Nippel).
- (dir.) Valeurs et Mémoire à Rome, Valère Maxime ou la vertu recomposée, Paris, 1998.
- La République romaine, de la deuxième guerre punique à la bataille d'Actium (218-31) : Crise d'une aristocratie, t. 7, Paris, éditions du Seuil, coll. « Nouvelle Histoire de l'Antiquité » (no 7), 2000 (1re éd. 2000), 310 p. (ISBN 978-2-02-023959-2 et 2-02-023959-0)
- Au service de l'honneur. Les appariteurs de magistrats romains, les Belles Lettres, 2019  (ISBN 978-2251448947)